# Beni Milleuk
Beni Milleuk (ou Beni Mileuk) (em árabe: بني ملوك) é uma comuna localizada na província de Tipasa, Argélia. Sua população estimada em 2008 era de 8 045 habitantes.